# Alfie Nightingale
Alfie Nightingale es un personaje ficticio de la serie de televisión Hollyoaks interpretado por el actor Richard Linnell del 26 de octubre del 2015 hasta ahora.

## Biografía
Alfie llega por primera vez a Hollyoaks a finales de octubre del 2015, junto a su padre Mac Nightingale y sus hermanos adoptivos Nathan y Ellie Nightingale, pronto se convierte en estudiante de la escuela local "Hollyoaks High" y comienza una amistad con Nico Blake, de quien pronto comienza a enamorarse, sin embargo no pasa nada ya que Nico no siente lo mismo.
Alfie le revela a Nico que Mac lo había adoptado cuando era pequeño, poco después para celebrar Alfie utiliza fuegos artificiales en el centro de la villa, lo que ocasiona que el oficial Jason Roscoe lo reprenda.
En noviembre del mismo año Alfie descubre que su padre estaba casado con Cindy Cunningham, luego de casarse con ella durante uno de sus episodios bipolares, poco después la pareja se divorcia. Más tarde Mac le revela a Nathan que en realidad Alfie era su hijo biológico y que Cindy era en realidad su madre biológica, también le dice a Nathan que había decidido mudarse a la villa para que Alfie estuviera más cerca de su madre. 